# アーマーモデリング
『アーマーモデリング』(Armour Modelling) は、日本の模型雑誌である。月刊で、毎月13日発売。編集はアートボックス、発行は大日本絵画。

## 概要
1997年に、戦車、装甲車、火砲等陸戦兵器を主とした陸上物のミリタリー模型専門誌として隔月発行、後に月刊化された。
モデルグラフィックス誌では捉え切れなかった装甲車両関連の情報を掲載している。近年は1/48スケールや日本以外の製品の割合が増えつつある。